# Da Funk / Rollin' and Scratchin'
Singles de Daft Punk
Da Funk
(1995) Indo Silver Club
(1996)
Rollin' and Scratchin' est le troisième maxi de Daft Punk sorti en 1995 sur le label Soma Recordings. Il comporte 2 titres (Da Funk et Rollin' and Scratchin').